# Ascensor Polanco
El ascensor Polanco es uno de los numerosos ascensores de Valparaíso, Chile, el cual conecta el barrio El Almendral, en el plan de la ciudad, con el Cerro Polanco, facilitando el acceso peatonal a través de la calle Almirante Simpson. Construido entre 1913 y 1915, es el único de los ascensores activos de la ciudad que se mueve verticalmente, mientras el resto son de tipo funicular.
El ascensor, originalmente privado, fue adquirido por la Municipalidad de Valparaíso en 1976. Ese mismo año fue el primer ascensor de Valparaíso en ser declarado Monumento Nacional de Chile, en la categoría de Monumento Histórico. Hacia 2019, contabilizaba alrededor de 19 mil viajes mensuales.

## Ubicación y características

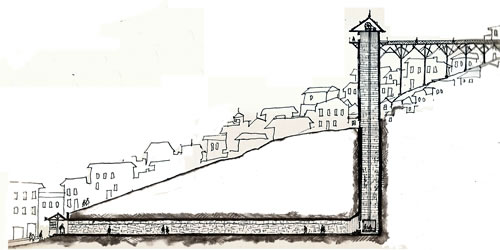
Esquema del ascensor

El ascensor y sus tres accesos se sitúan a lo largo de un tramo de Almirante Simpson, calle que inicia en la Avenida Argentina, en el barrio El Almendral del plan de Valparaíso, y asciende hasta el Cerro Polanco. El acceso inferior se ubica a la altura de la calle Recreo, a 150 metros de la Avenida Argentina. Desde ahí hay un túnel de otros 150 metros de longitud, 2 metros de ancho y 2.5 de alto, que se interna sin elevación dentro del cerro, hasta la altura de la calle Valderrama, que es donde se encuentra el ascensor mismo. Por la calle Valderrama hay una estación intermedia, que constituye la base de su torre, pero el ascensor continúa ascendiendo, para conectarse mediante un puente de 48 metros con Almirante Simpson a la altura de la calle Cicarelli. La altura total de los rieles del ascensor es de 60 metros.
En la parte superior del ascensor hay un torreón mirador, con vista a la bahía de Valparaíso y el plan. Si bien originalmente tenía dos carros, actualmente tiene uno solo, con capacidad para 13 personas.

## Historia
El ascensor se comenzó a construir en 1913, finalizándose en 1915. Fue construido por la empresa Easton Lift Company Ltda., y las obras estuvieron a cargo del ingeniero Federico Page, quien también se encargó de la construcción del ascensor Espíritu Santo, que conecta con el Cerro Bellavista, y del ascensor Reina Victoria, que conecta con el Cerro Alegre.
En 1976, fue adquirido y restaurado por la Municipalidad de Valparaíso. El 10 de junio del mismo año, fue el primer ascensor de Valparaíso en ser declarado Monumento Nacional de Chile, en la categoría de Monumento Histórico. Como es lo usual, los años siguientes ha debido pasar por nuevas restauraciones, una de ellas en 2012 y otra en 2024.
|                          |
| Acceso inferior en 2023. |

|                           |
| Túnel de entrada en 2011. |

|                           |
| Túnel remodelado en 2013. |

|                   |
| Registro de 2013. |

|                          |
| Puente superior en 2022. |